# Неглі (Огайо)
Неглі (англ. Negley) — переписна місцевість (CDP) в США, в окрузі Коламбіана штату Огайо. Населення — 274 особи (2020).

## Географія
Неглі розташоване за координатами 40°47′34″ пн. ш. 80°32′9″ зх. д. / 40.79278° пн. ш. 80.53583° зх. д. (40.792745, -80.535879).  За даними Бюро перепису населення США в 2010 році переписна місцевість мала площу 2,31 км², уся площа — суходіл.

## Демографія
Згідно з переписом 2010 року, у переписній місцевості мешкала 281 особа в 125 домогосподарствах у складі 79 родин. Густота населення становила 122 особи/км².  Було 139 помешкань (60/км²).
Расовий склад населення:
| - 98,6 % — білих - 1,4 % — осіб інших рас |

До двох чи більше рас належало 0,0 %. Частка іспаномовних становила 1,1 % від усіх жителів.
За віковим діапазоном населення розподілялося таким чином: 15,3 % — особи молодші 18 років, 61,9 % — особи у віці 18—64 років, 22,8 % — особи у віці 65 років та старші. Медіана віку мешканця становила 47,7 року. На 100 осіб жіночої статі у переписній місцевості припадало 102,2 чоловіків;  на 100 жінок у віці від 18 років та старших — 95,1 чоловіків також старших 18 років.
Середній дохід на одне домашнє господарство  становив 56 110 доларів США (медіана — 55 188), а середній дохід на одну сім'ю — 66 030 доларів (медіана — 56 500). За межею бідності перебувало 6,1 % осіб, у тому числі 0,0 % дітей у віці до 18 років та 21,8 % осіб у віці 65 років та старших.
Цивільне працевлаштоване населення становило 128 осіб. Основні галузі зайнятості: освіта, охорона здоров'я та соціальна допомога — 25,8 %, будівництво — 18,0 %, роздрібна торгівля — 15,6 %.